# Luiz Anselmo
Luiz Anselmo é um bairro brasileiro de Salvador adjacente à Avenida Mário Leal Ferreira e ao bairro de Brotas.
O nome dado ao bairro e à sua rua principal homenageia o médico Luís Anselmo da Fonseca, que lutou contra a escravidão no país.
Além da rua principal homônima, o bairro é formado pelas localidades de Jardim Santa Teresa, Baixão e Vale do Matatu (Baixa do Tubo).[carece de fontes?]
No bairro, há dois templos católicos: a igreja de Santo Antônio e a de Santa Teresa D'Ávila, ambas localizadas na Rua Luís Anselmo.

## Demografia
Foi listado como um dos bairros menos perigosos de Salvador, segundo dados do Instituto Brasileiro de Geografia e Estatística (IBGE) e da Secretaria de Segurança Pública (SSP) divulgados no mapa da violência de bairro em bairro pelo jornal Correio em 2012. Ficou entre os bairros mais tranquilos em consequência da taxa de homicídios para cada cem mil habitantes por ano (com referência da ONU) ter alcançado o nível mais baixo, com o indicativo "0", sendo um dos melhores bairros na lista.